# عمار فرهت
عمار فرهات (۱۹۱۱ – ۲ مارس ۱۹۸۷) نقاش تونسی بود.
فرهت که در خانواده ای فقیر در بیجا به دنیا آمد، در هفت سالگی با آنها به تونس نقل مکان کرد. او دوران سختی را در تونس تجربه کرد و در چندین شغل نیمه وقت کار کرد تا زندگی خود را تأمین کند. فرهت کار خود را به عنوان یک هنرمند در پانزده سالگی با فروش پرتره‌های خوانندگان مصری به کافه‌ها آغاز کرد.